# Banco di Skerki
Il banco di Skerki o banco di Scherchi è una formazione rocciosa sottomarina che si trova nel Canale di Sicilia in acque internazionali, alle coordinate approssimative di latitudine 37,79N, longitudine 10,83E a nord dell'Isola di Zembra e a ovest della costa siciliana; dista approssimativamente 60 miglia da Marettimo ed è articolato in quattro distinte risalite di roccia. Questo banco si trova su quella che nella seconda guerra mondiale venne denominata rotta della morte per le navi dell'Asse che rifornivano le truppe in Africa Settentrionale, in particolare dopo la ritirata dell'Armata Corazzata Italo-Tedesca da El Alamein verso il ridotto tunisino. Lo scontro più celebre prende il nome proprio dal banco, noto come Battaglia del banco di Skerki.
Il banco risale da 200 m di profondità fino a 30 cm, segnato sulle carte come Scoglio Keith.